# Granberget
Der Granberget ist der höchste Berg in der historischen schwedischen Provinz Värmland, welche zu Värmlands län gehört. Er liegt östlich von Höljes, im nördlichen Teil der Gemeinde Torsby.
Der Gipfel liegt oberhalb der Waldgrenze, aber noch unterhalb der Baumgrenze, so dass dort noch lichter Fjällbirkenwald wächst, der in Skandinavien den Übergang vom Wald zum Fjäll bildet. Auf dem Gipfel steht ein zwölf Meter hoher Aussichtsturm, der 1993 erbaut wurde. Die Sicht reicht bei klarem Wetter bis nach Norwegen. Zudem liegt der Berg an der Wanderroute Nordvärmlandsleden.
Der Berg ist zu Fuß über den 2,5 Kilometer langen Wanderweg Höljes-Långberget erreichbar.

## Bilder

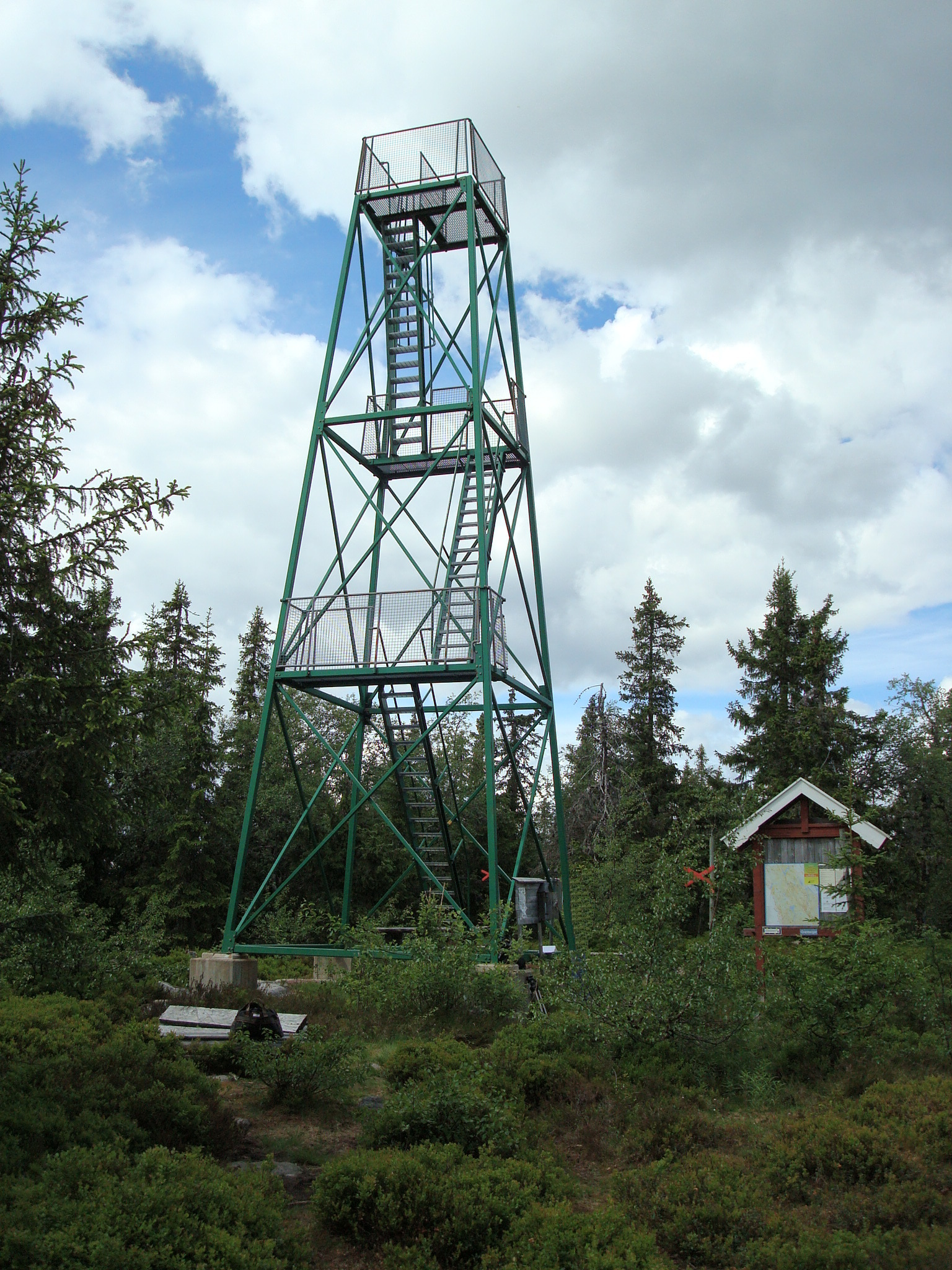
Aussichtsturm
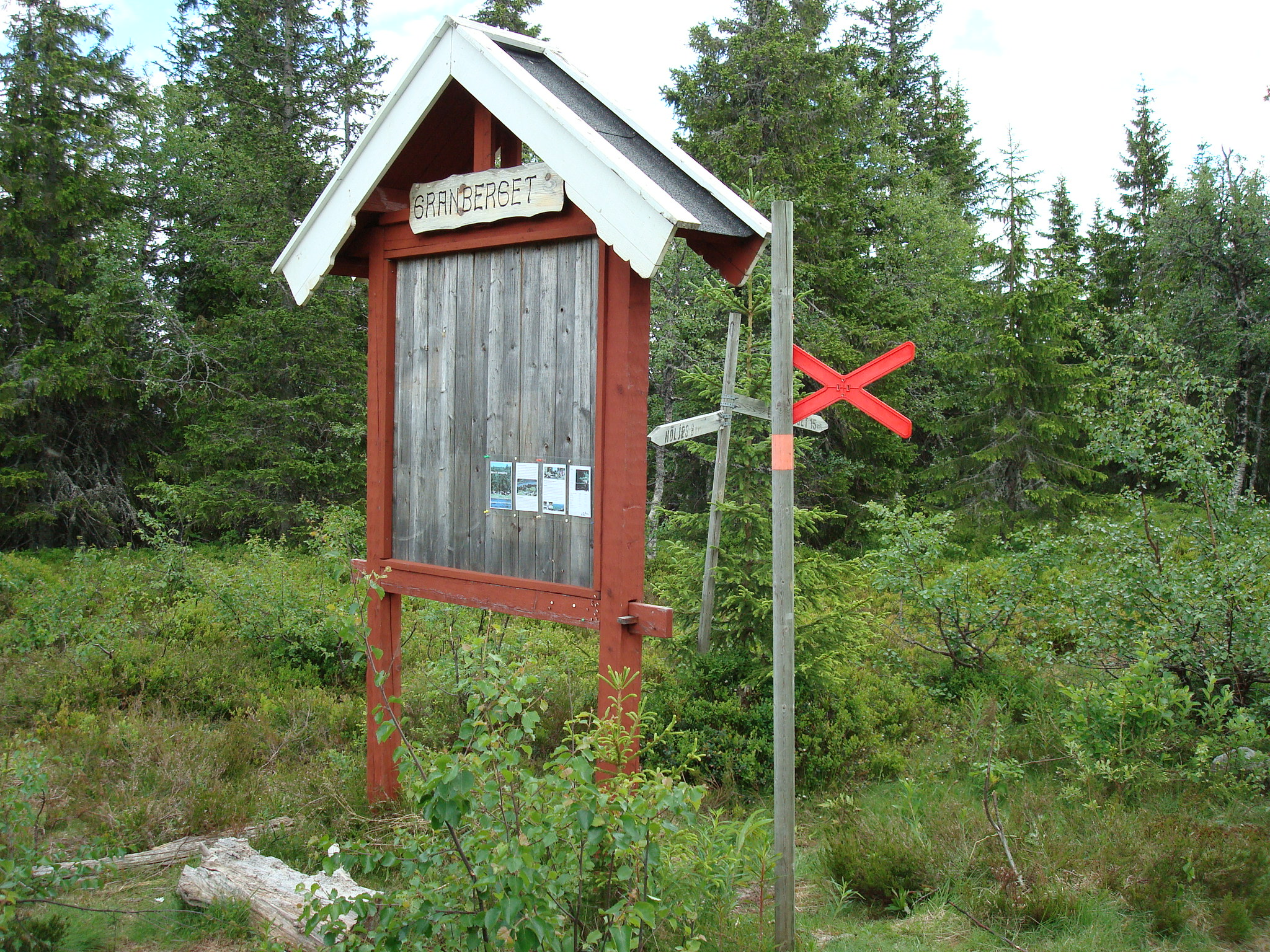